# Skånska Järnvägar
Skånska Järnvägar (SkJ) är en normalspårig museijärnväg i östra Skåne som trafikerar sträckan Brösarp–Ravlundabro–Vitaby–Sankt Olof. Den 13 kilometer långa banan är en del av tidigare Ystad–Brösarps Järnväg (YBJ). Dessutom äger museiföreningen den 13 kilometer långa sträckan S:t Olof–Gärsnäs, vilken byggdes som Gärsnäs–S:t Olofs Järnväg (GS:tOJ).

## Historik
Föreningen Skånska Järnvägar bildades 1969 och arrangerade under de första åren utflyktståg på bland annat Malmö–Limhamns Järnväg och körde ångtåg till Hammenhög söder om Gärsnäs på Ystad–Gärsnäs–S:t Olofs Järnväg. År 1971 startade trafiken på museijärnvägen mellan Brösarp och S:t Olof på Österlen, vilken har pågått ända sedan dess. År 1975 hade föreningen köpt två rälsbussar och ett rälsbuss-släp från Danmark. Rälsbusstrafik mellan S:t Olof och Östra Vemmerlöv pågick mellan 1978 och 1989. Sträckan röjdes igen 2001/2002 och trafikerades därefter vid evenemang. Efter två urspårningar med tåg 2008 upphörde tills vidare trafiken på denna sträcka. 
Föreningen hyrde järnvägen fram till 2002, då den köpte sträckan mellan kommungränsen mot Kristianstads kommun norr om Brösarp och S:t Olof från Svenska staten för 850 000 kronor. Järnvägen mellan S:t Olof och Gärsnäs köptes 2006 från Simrishamns kommun, som hade ägt den sedan 1994, och samtidigt såldes en kort sträcka norr om Brösarp närmast kommungränsen mellan Kristianstads och Simrishamns kommuner till Simrishamns kommun.

## Stationer
- Brösarps station
- Ravlundabro
- Vitaby
- Sankt Olof

## Bildgalleri

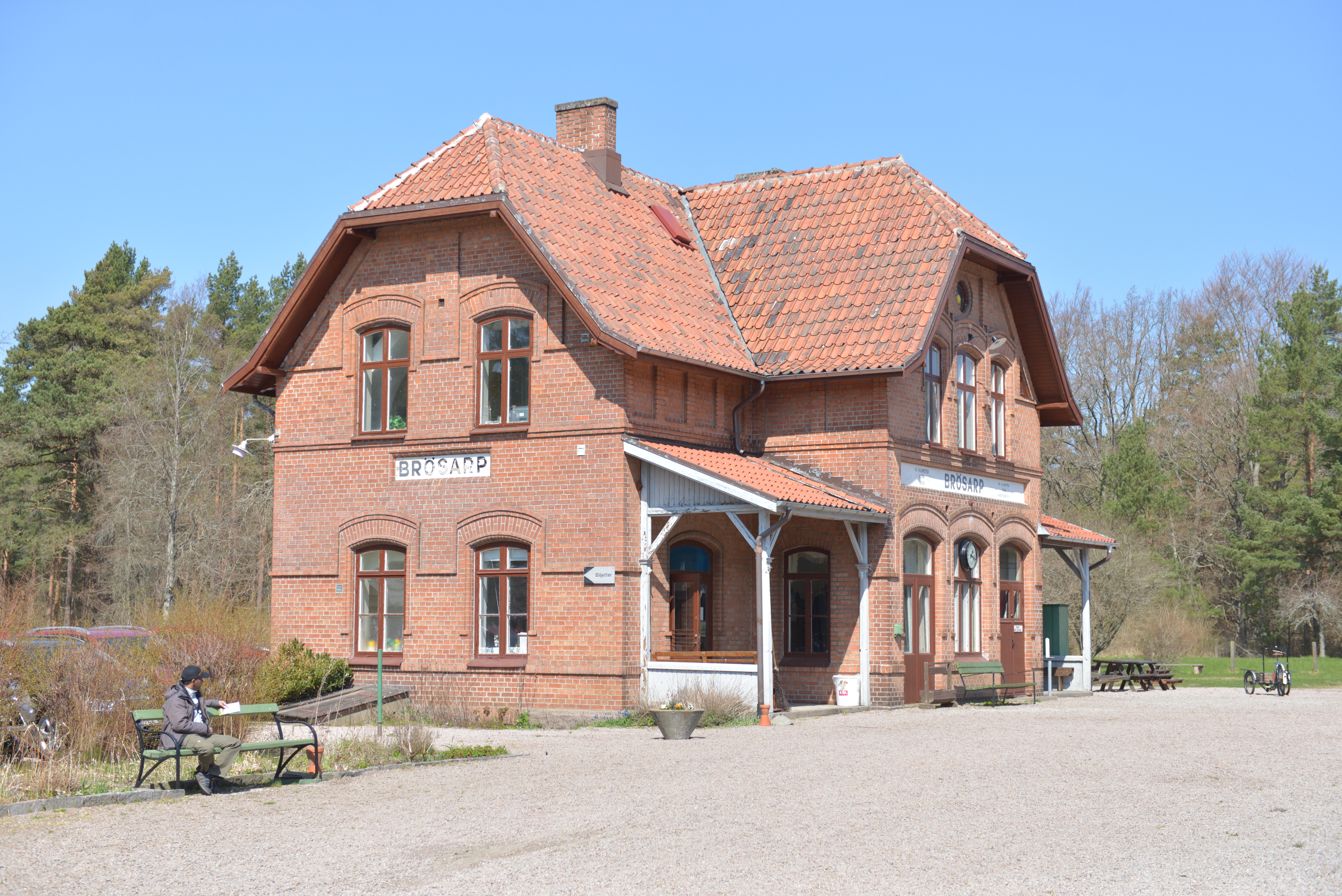
Brösarps station
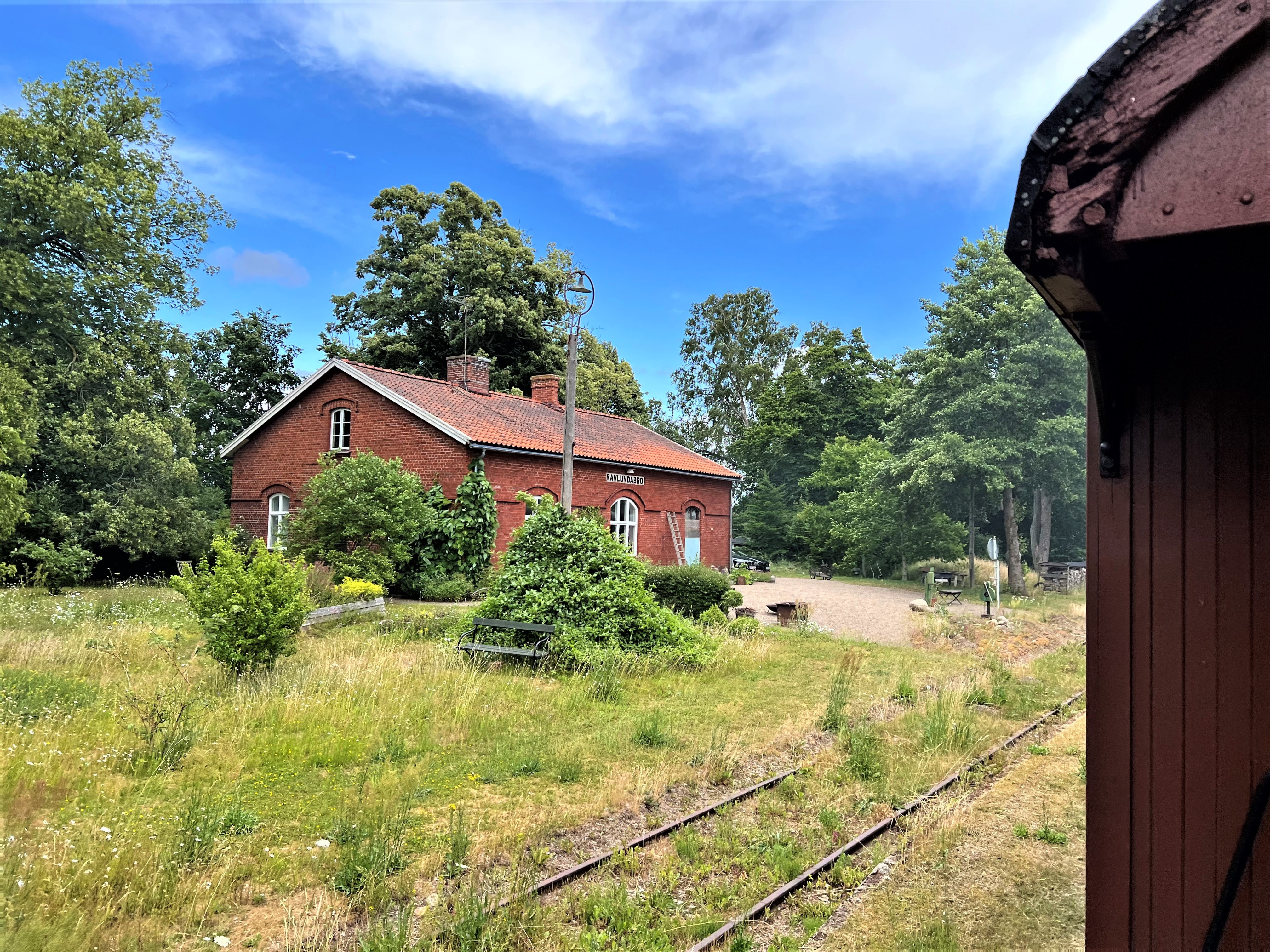
Ravlundabro station
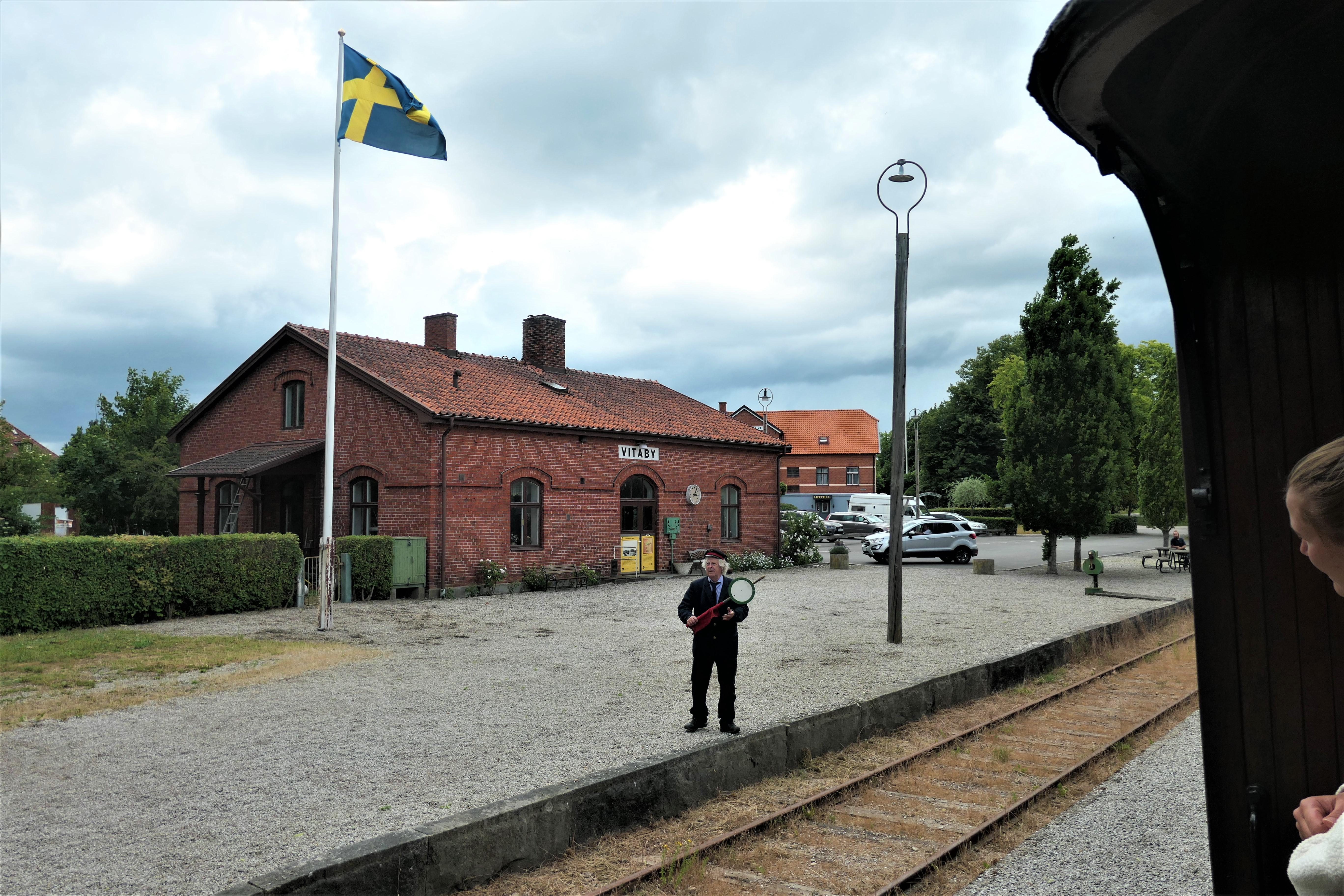
Vitaby station
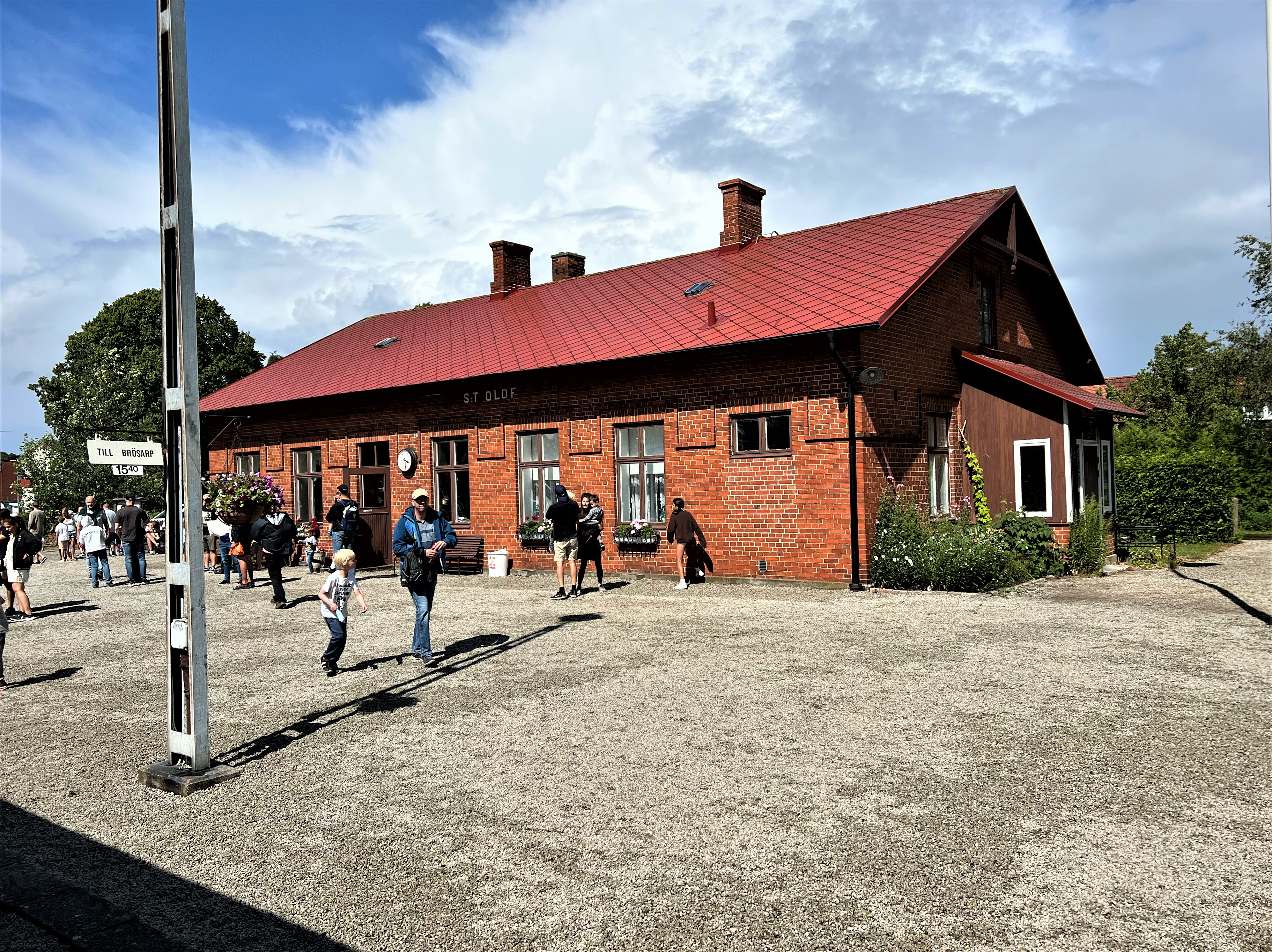
S:t Olofs station
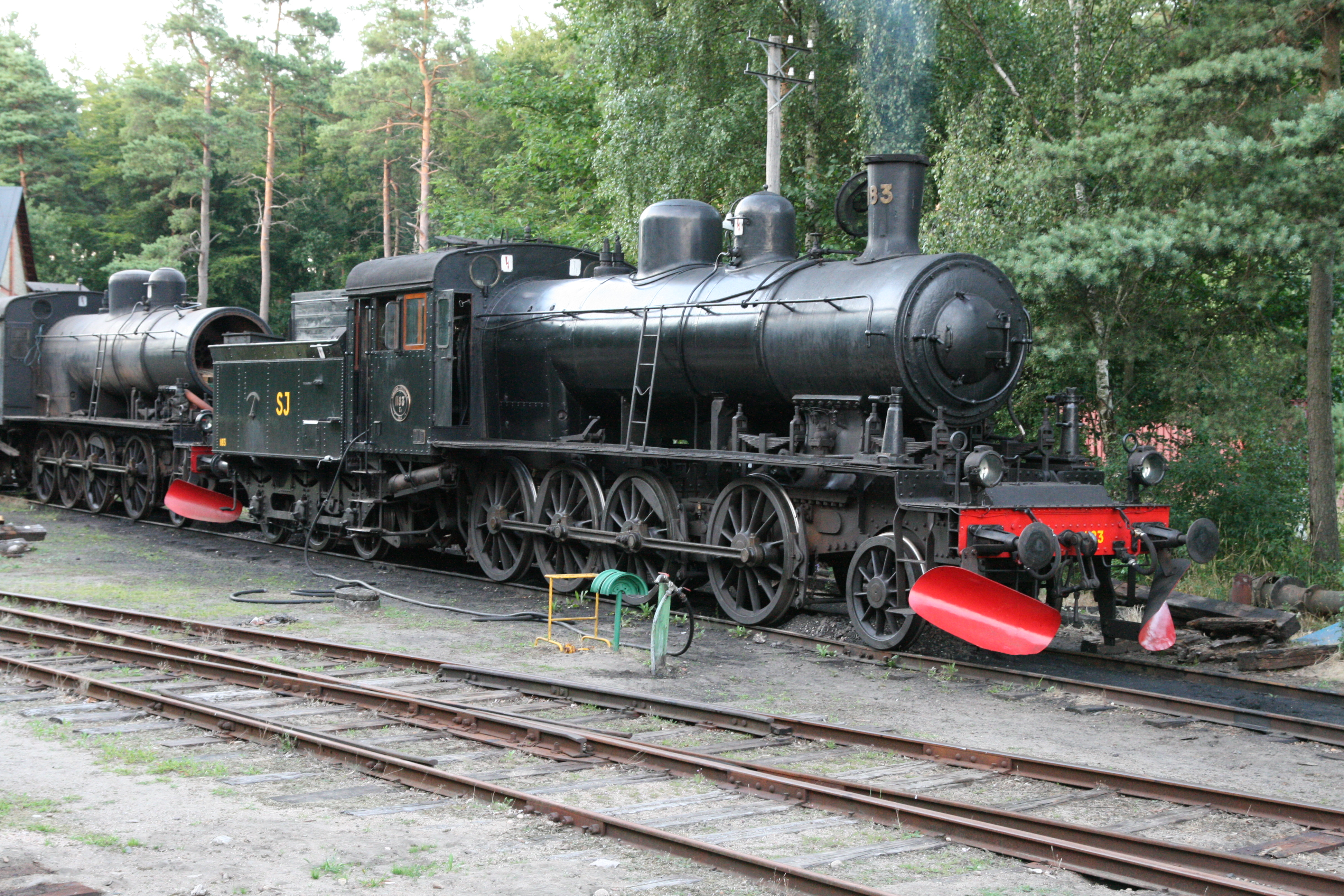
Ånglok E2 nr 1183 från 1914
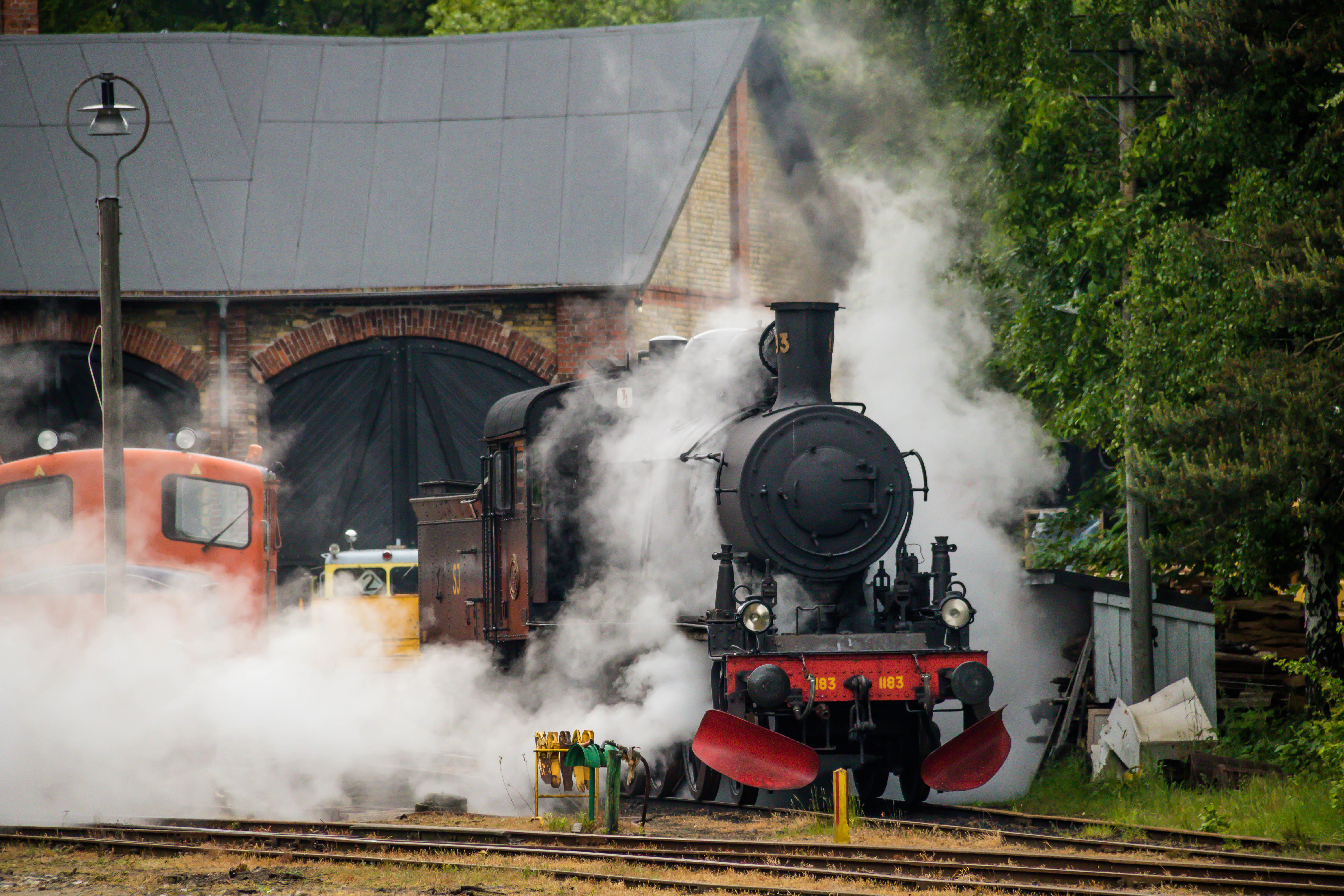
Lokstallet på Brösarps station, här med ångloket E2 nr 1183
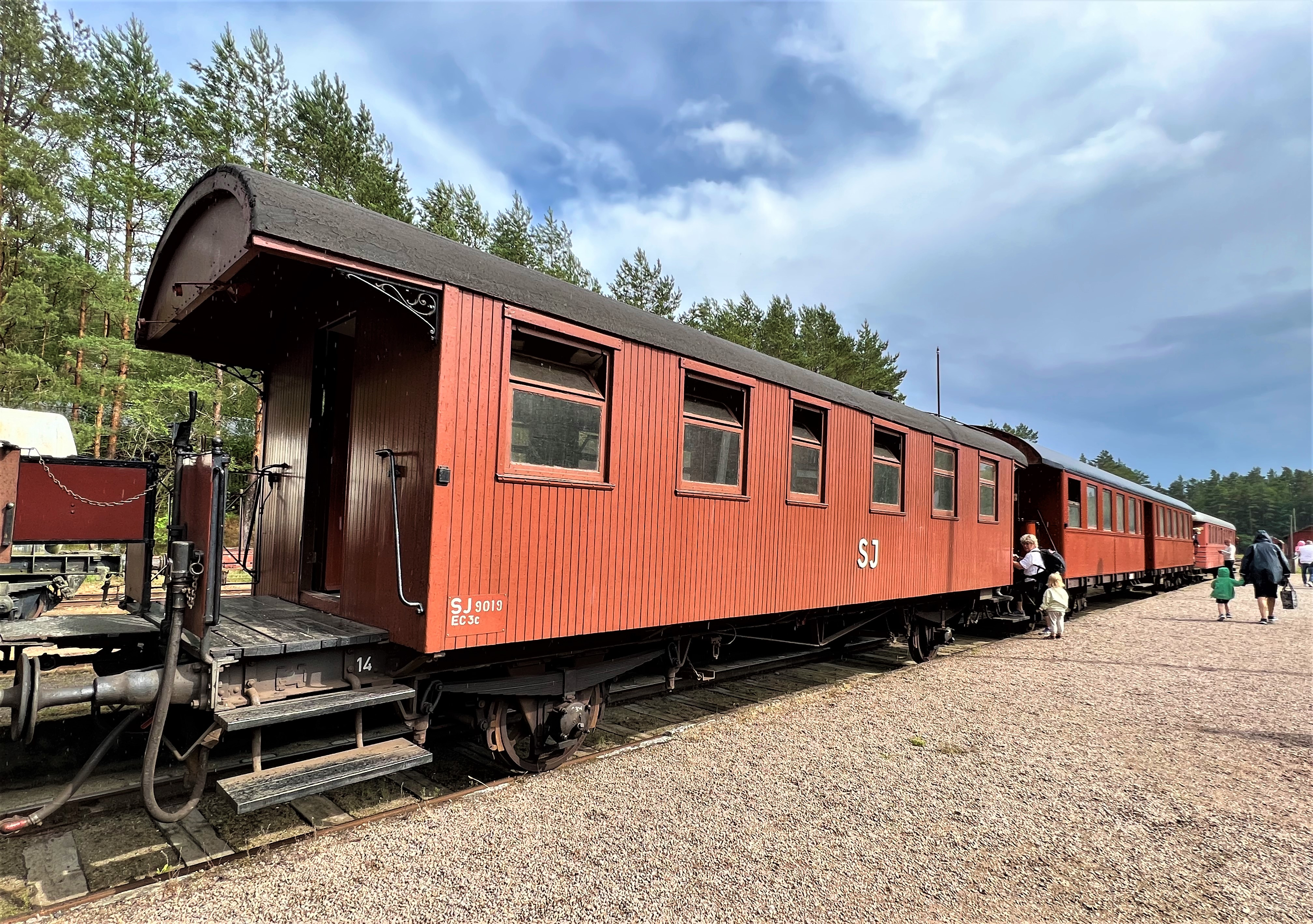
Personvagn SJ EC3c 9019
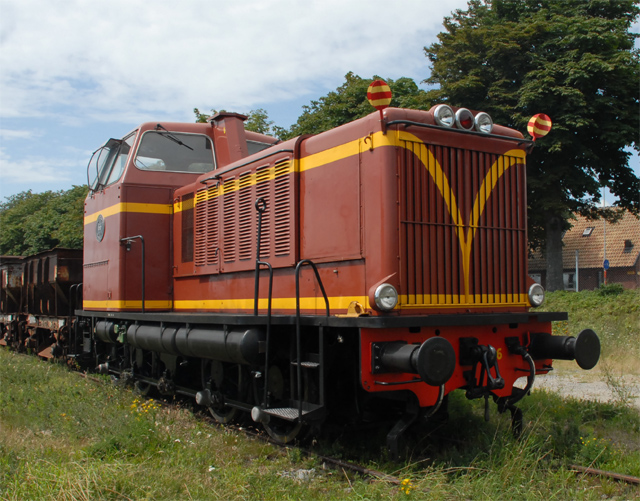
Diesellok T21 66

## Ånglok
| Littera och nummer | Tillverkningsår | Till föreningen år | Anmärkning            |
| ------------------ | --------------- | ------------------ | --------------------- |
| MLJ 3              | 1907            | 1970               |                       |
| SJ J 1393          | 1918            | 1971               |                       |
| SJ L5 1778         | 1931            | 1971               | sålt                  |
| SJ S6 1617         | 1918            | 1971               |                       |
| SJ S2 1307         | 1917            | 1972               | sålt 1989             |
| SJ W 1229          | 1914            | 1977               | a) till Jvm år 2005 ? |
| SJ S1 1914         | 1952            | 1974               |                       |
| TGOJ 125           | 1908            | 1975               | sålt 1976             |
| SJ J 1296          | 1917            | 1976               | a)                    |
| SJ S 1280          | 1916            | 1989               |                       |
| SJ E2 979          | 1909            | 1995               |                       |
| SJ E2 1183         | 1914            | 2006               |                       |

a) deposition från Sveriges järnvägsmuseum